# إنقاذ اليهود من قبل البولنديين خلال الهولوكوست
كان اليهود البولنديون من بين الضحايا الأساسيين للمحرقة التي نظمتها ألمانيا وتزعمها الزعيم النازي أدولف هتلر خلال الاحتلال الألماني لبولندا، أنقذ العديد من البولنديين اليهود من الهولوكوست، في عملية خاطروا بحياتهم - وحياة عائلاتهم. كان البولنديون، حسب الجنسية، أكثر الأشخاص الذين أنقذوا اليهود خلال الهولوكوست. حتى الآن، تم الاعتراف بـ 6,992 من أصل بولندي من قبل إسرائيل كأبرار بين الأمم - أكثر بكثير، من مواطني أي بلد آخر.
نبه جيش الوطن (المقاومة البولندية) العالم إلى الهولوكوست من خلال تقارير ضابط الجيش البولندي ويتولد بيليكي، الذي نقله ساعي الحكومة البولندية في المنفى جان كارسكي. طلبت الحكومة البولندية في المنفى والدولة السرية البولندية، ولكن دون جدوى، بالمساعدة الأمريكية والبريطانية لوقف المحرقة.
ساعدت جهود الإنقاذ إحدى أكبر حركات المقاومة في أوروبا، الدولة السرية البولندية وذراعها العسكرية، جيش الوطن. بدعم من وفد الحكومة لبولندا، لمساعدة اليهود.

## خلفية
قبل الحرب العالمية الثانية، عاش 3,300,000 يهودي في بولندا - عشرة في المائة من إجمالي عدد السكان البالغ 33 عامًا مليون. كانت بولندا مركز العالم اليهودي الأوروبي.
بدأت الحرب العالمية الثانية مع الغزو الألماني لبولندا في 1 سبتمبر 1939؛ وفي 17 سبتمبر، وفقًا لاتفاق مولوتوف-ريبنتروب، غزا الاتحاد السوفيتي بولندا من الشرق. بحلول أكتوبر 1939، تم تقسيم الجمهورية البولندية الثانية إلى جزئين بين قوتين. احتلت ألمانيا 48.4 في المئة من غرب ووسط بولندا. اعتبرت السياسة العنصرية لألمانيا النازية البولنديين «أونترمينش» ووضعت اليهود البولنديين تحت تلك الفئة، مما أطلق حملة عنف غير مقيدة. كانت أحد جوانب السياسة الخارجية الألمانية في بولندا المحتلة منع سكانها المتنوعين عرقياً من الاتحاد ضد ألمانيا. كانت الخطة النازية لليهود البولنديين هي خطة التركيز والعزلة والإبادة التامة في الهولوكوست والمعروفة أيضًا باسم المحرقة. ركزت تدابير سياسية مماثلة تجاه الغالبية الكاثوليكية البولندية على قتل أو قمع الزعماء السياسيين والدينيين والمفكريين وكذلك تطويع الأراضي التي تم ضمها والتي تضمنت برنامجًا لإعادة توطين الألمان من دول البلطيق ومناطق أخرى في المزارع والمشاريع والمنازل. المملوكة سابقا للبولنديين بما في ذلك اليهود البولنديين.